# Stegea hermalis
Stegea hermalis là một loài bướm đêm trong họ Crambidae.